# Minori Matsushima
Minori Matsushima (松島 みのり Matsushima Minori) (Funabashi, Prefectura de Chiba, 1 de diciembre de 1940 - 8 de abril de 2022) fue una seiyū japonesa. Interpretó a Candice White Ardley en Candy Candy y a Sayaka Yumi en Mazinger Z, entre otros roles. Estuvo afiliada a Aoni Production.

## Roles interpretados

### Series de Anime
- Candy Candy como Candice White Ardley
- Dororo (1969) como Dororo
- Capitán Harlock: Mi Juventud en la Arcadia: Camino al Infinito SSX como Faiya
- Cyborg 009 (1979) como Katherine y Natarii
- Devilman como Aurora
- Fantasmagórico como Mary/María
- Fushigi Mahou Fun Fun Pharmacy como Fukiko-san
- Hello! Sandybell como la Narradora y Ricky Kendall
- Kaibutsu-kun como Hiroshi Ichikawa
- Katoli como Sofia Niilanen
- Keroro Gunsō como Chuton
- Kinnikuman como Alexandria Meat, la Princesa Lilly y Silver Mask
- Kinnikuman: Kinniku-Sei Ōi Sōdatsuhen como Alexandria Meat
- Lalabel, la niña mágica como Toshiko/Toko Matsumiya
- Little Lulu to Chicchai Nakama como Lulú Mota (a partir del episodio 4)
- La princesa de los mil años como Himiko
- Los Moomin como Lap
- Lupin III: Parte II como Alice Henderson y Angelica
- Lupin III: Parte III como Sindbad
- Maison Ikkoku como Ritsuko Chigusa
- Maple Town Monogatari como Daria Cocker
- Marvelous Melmo como Toto
- Mazinger Z como Sayaka Yumi
- Nils no Fushigi na Tabi como Ingrid y la Narradora
- One Piece como Tsuru
- Ranma ½ como Temari Itasai
- Sally, la bruja (1989) como Sherry

### OVAs
- Candy Candy como Candice White Ardley
- Kinnikuman: Kessen! Shichinin no Seigi Chōjin vs. Uchū Nobushi como Alexandria Meat
- Lalabell, la niña mágica: El mar llama a las vacaciones de verano como Toshiko/Toko Matsumiya
- Legend of the Galactic Heroes como Cornelia Windsor
- One piece: Episodio 0 como Tsuru

### Películas
- Candy Candy como Candice White Ardley
- Doraemon 12: Doraemon y las mil y una aventuras como Mikujin
- Fumoon como Peach
- Kinnikuman: Daiabare! Segi Chōjin como Alexandria Meat
- Kinnikuman: Gyakushū! Uchū Kakure Chōjin como Alexandria Meat
- Kinnikuman: Haresugata! Seigi Chōjin como Alexandria Meat
- Kinnikuman: New York Kikiippatsu! como Alexandria Meat
- Kinnikuman: Seigi Chōjin vs Kodai Chōjin como Alexandria Meat
- Kinnikuman: Seigi Chōjin vs Senshi Chōjin como Alexandria Meat
- Kinnikuman: Ubawareta Championship Belt como Alexandria Meat
- La princesa de los mil años como Himiko
- Mazinger Z vs. Devilman como Sayaka Yumi
- One Piece Film: Z como Tsuru
- Shin Chan: Operación rescate como Mama
- UFO Robot Grendizer, Getter Robo G, Great Mazinger Kessen! Daikaijuu como Sayaka Yumi
- Unico: Nube Negra, Pluma Blanca como Chiko

### Doblaje
- Perdidos en el espacio como Penny Robinson
- Star Trek: La serie original como Nyota Uhura

## Música
- Junto con Akira Kamiya, Koorogi '73 y SHINES interpretó el tercer ending de la serie Kinnikuman: Kinnikuman Ondo.[4]